# Disacharydazy
Disacharydazy, disacharazy – grupa enzymów zaliczanych do hydrolaz, rozkładających disacharydy na 2 cząsteczki monosacharydów. Wada genetyczna któregoś z tych enzymów może powodować nietolerancję disacharydu, za którego trawienie jest odpowiedzialny (np. nietolerancja laktozy).

## Przykłady disacharydaz
- laktaza (rozkłada laktozę na glukozę i galaktozę)
- maltaza (rozkłada maltozę na 2 cząsteczki glukozy)
- sacharaza (rozkłada sacharozę na glukozę i fruktozę)
- trehalaza (rozkłada trehalozę na 2 cząsteczki glukozy)